# NGC 6008B
NGC 6008B (другие обозначения — MCG 4-37-54, ZWG 136.112, ARAK 488, PGC 56301) — линзообразная галактика (S0) в созвездии Змея.
Этот объект не входит в число перечисленных в оригинальной редакции «Нового общего каталога» и был добавлен позднее.